# Ville-devant-Belrain
 Ville-devant-Belrain  là một xã thuộc the tỉnh Meuse trong vùng Grand Est đông bắc nước Pháp. Xã này nằm ở khu vực có độ cao trung bình 330 mét trên mực nước biển. Dân số theo điều tra năm 1999 của INSEE là 23 người.